# مؤشرات الحرمان 2010
مؤشرات الحرمان 2010 (ID 2010) عبارة عن مؤشر حرمان على مستوى منطقة صغيرة، وهذا المؤشر تم إنشاؤه من قبل قسم المجتمعات والحكومة المحلية (DCLG) البريطاني، وتم إطلاقه في الرابع والعشرين من مارس لعام 2011. وهذا المؤشر يأتي تباعًا لمؤشر الحرمان 2007 ويرجع سبب ذلك إلى تشابه أو تطابق الكثير من قواعد البيانات التي تسمح بمعرفة الحرمان النسبي لمنطقة معينة بين مؤشرين.
على الرغم من أن هذا المؤشر يعرف باسم مؤشر حرمان 2010، إلا أن معظم بياناته في الواقع بيانات من عام 2008.

## النتائج الرئيسية
- هناك ما يزيد على خمسة ملايين شخص عاشوا بمناطق أكثر حرمانًا في إنجلترا في عام 2008، وكان 38 في المئة منهم محرومين من الدخل.
- حازت السلطات المحلية في ليفربول (Liverpool)، وميدلسبره (Middlesbrough)، ومانشستر (Manchester)، ونوزلي (Knowsley)، ومدينة كينغستون أبون هل (Kingston upon Hull)، وهاكنى (Hackney)، وتاور هاملتس (Tower Hamlets) على أعلى نسبة لمناطق الطبقة المنخفضة ذات الناتج الأعلى بين معظم المناطق المحرومة في إنجلترا.
- 98 في المئة من معظم مناطق الطبقة المنخفضة ذات الناتج الأعلى هي مناطق حضرية ولكن تتخللها جيوب من الحرمان في المناطق الريفية.
- 56 في المئة من السلطات المحلية تحتوي على واحدة على الأقل من مناطق الطبقة المنخفضة ذات الناتج الأعلى من ضمن 10 في المئة من المحرومين في إنجلترا.
- 88 في المئة من مناطق الطبقة المنخفضة ذات النتاج الأعلى وهي الأكثر حرمانًا في عام 2010 كانت أيضًا من بين الأكثر حرمانًا في عام 2007

وطبقًا للأبحاث، فإن أكثر المناطق حرمانًا في الدولة هي قرية جاي واك على ساحل إسكس.